# Pecenegi
Pecenegii (în latină bisseni sau pacinacae, în maghiară besenyő) au fost un popor seminomad turcofon originar din stepele Asiei Centrale. În veacul al IX-lea ei au populat nordul Mării Negre, iar în secolele al XI-lea-al XII-lea au pătruns în Peninsula Balcanică. În limba greacă (în sursele bizantine) erau cunoscuți ca πατσινáκοι = Patzinaki, în limba turcă se numeau  beçenekler, pecenekler, pacanak, în limbile arabă și persană Bjnak/Bjamak/Bajanak, în tibetană Be-co-nag, în limba georgiană (gruzină) Pacanak-i, în armeană Badzinaghi, în limbile slavilor răsăriteni Peceneghi/Pecenezi, în limba poloneză Pieczyngowie/Piecinigi și în textele redactate în latina medievală Bisseni, Bessi, Pizenaci.

## Etimologie
Numele pecenegilor derivă din limba turcă veche și înseamnă „cumnați sau clanuri/triburi înrudite", ca argument aducându-se sensul „înrudit", pe care termenul bajanaq/bajinaq îl are în limbile turcice
Potrivit unei alte ipoteze etnonimul ar fi însemnat „pădurean”. Istoricul ungar György Györffy a evidențiat faptul că mai mulți codri din Europa de est amintesc, prin numele lor, de acest popor: 
- Silva blacorum et bissenorum[2] din sudul Transilvaniei
- Pădurea pecenegilor din regiunea ucraineană Vinnița
- Pădurea pecenegă de pe malul râului Rosava din Polonia
- Silva Pieczyngarum din sud-vestul Poloniei
- concentrarea de toponime pecenege din județele (păduroase) Harghita și Covasna (între altele Biborțeni, Baraolt, Ozun)
- într-un document din 1218, pecenegii din zona Bakony, în vestul Ungariei, sunt menționați ca „oamenii pădurii”.

## Pecenegii șiImperiul Bizantin

Sud-estul Europei ~1000 e.n. (patzinaks=pecenegi)

Pecenegii erau descriși în De administrando imperio, lucrare a împăratului Constantin al VII-lea Porfirogenetul, ca „populație nomadă, care se deplasa în funcție de ploi și de locurile de pășunat” și că „erau bogați” de pe urma controlului exercitat asupra rutelor comerciale și a negoțului de sclavi, blănuri și ceară.

Cronicarul Marzaui (Marzawi) furnizează în secolul al IX-lea detalii privitoare la teritoriile stăpânite de pecenegi:
„ Teritoriul pecenegilor se întindea cale de treizeci de zile, și era înconjurat în toate părțile de mulți oameni... Între pecenegi și hazari este o distanță de zece zile, relieful fiind stepă și pădure. Nu este nici o cărare bătută între cele două teritorii, iar ei călătoresc orientându-se după stele, repere geografice sau la întâmplare.”
Structura socială la pecenegi era tipică pentru societățile nomazilor, fiind o confederație de clanuri organizată ierarhic, dar libere să opereze independent.
De Administrando Imperii conține cinci capitole dedicate pecenegilor. Întrucât reprezentau o forță redutabilă și după ce îi învinseseră de câteva ori pe bulgari, pecenegii constituiau o componentă importantă a politicii externe a  imperiului bizantin, ei fiind în viziunea Constantinopolului o contrapondere la forța militară a țaratului bulgar.
Potrivit împăratului Constantin al VII-lea, pecenegii își urmăreau politica de dominare și prin corespondență și cadouri. Imperiul Bizantin îi încuraja să obțină prin mijloace pașnice bunurile de lux pe care altminteri le-ar fi procurat ca pradă de război. Serviciile pecenegilor, odată cumpărate, erau direcționate împotriva inamicilor Imperiului Bizantin.
Tot Constantin Porfirogenetul menționează în lucrarea De ceremoniis că liderii confederațiilor tribale aveau drepturi egale din punctul de vedere al Imperiului Bizantin. Aceasta demonstrează că pecenegii nu aveau un singur lider, dar că, spre deosebire de alte populații, conducătorilor pecenegi le era recunoscut statutul de indepedență, ca atare fiind  îndreptățiți să aibă corespondență cu împărații din Constantinopol.
Țarul bulgar Simion s-a folosit de pecenegi pentru a-i alunga pe unguri. Pecenegii au fost atât de eficienți, încât i-au determinat pe ungurii aflați în ținutul Atelkuzu (în limba maghiară Etelköz, „Între râuri”) - una dintre patriile temporare ungare înainte de stabilirea în Pannonia pe Dunărea mijlocie - să se strămute pe teritoriul unde este Ungaria.

## Cronologie
- 692 - Cumanii se amestecă cu pecenegii între Irtîșul Negru și Sîrdaria, din teritoriul Deșt-i-Kîpceak (numele turco-persan pentru Cumania).
- 700 - Cumanii se învecinau la sud cu pecenegii care trăiau în zona Seyhun și Aral.
- 750 - Pecenegii sunt vecini la vest cu triburile ungurilor, cu care se dușmănesc.
- 800 - Pecenegii sunt stabiliți în regiunea Emba și pe malul râului Yaik (Ural), controlând ruta comercială de la Itil (Volga) la Horezm, motiv pentru conflictul de interese cu hazarii.
- 860 - Triburile hazare și oguze, în alianță, atacă pecenegii pentru a-și proteja rutele comerciale. Pecenegii trec Volga și se așază în zonele locuite de unguri.
- 885 - Pecenegii îi atacă pe unguri și îi împing spre vest.
- 889 - Pecenegii trec granița hazară și se stabilesc în Lebedia (sau Levedia), una dintre patriile temporare ale ungurilor (după numele unei căpetenii maghiare, Lebed sau Leved).
- 889-893 - Pecenegii se mută în ținutul Atelkuzu (Etelköz). Pecenegii domină de asemenea stepele din zona Nipru-Don.
- 893 - Pecenegii suspendă urmărirea ungurilor și își așază tabăra, pentru iernat, la gurile Bug-ului. Atacați de triburi oguze, pecenegii trec Volga și Donul, înghețate, ajungînd în Atelkuzu. Unii pecenegi au rămas blocați lângă râul Yaik (Ural).
- 894 - Pecenegii, aliați cu bulgarii, îi împing pe unguri din Atelkuzu dincolo de Carpați pe teritoriul Ungariei de astăzi.
- 903-905 Pecenegii înaintează și ocupă Oltenia (tribul Giaxihopon) și Banatul; în Transilvania, în apropiere de Alba Iulia, se stabilește tribul peceneg Gyula[3]
- 913 - Pecenegii sunt împinși de turcii karluci în josul râului Sîr-Daria și spre lacul Aral. Pășunatul se face între Ural și Volga.
- 915 - Cronicile îi menționează pe pecenegi ca inamici ai slavilor răsăriteni. Cneazul Igor încheie un tratat de pace, stabilind frontiera între Don și Nistru.[4]
- 917 - Pecenegii sunt incitați să atace Bulgaria, dar amiralul Romanus Lecapenus nu reușește să-i transporte peste Dunăre.
- 20.VIII.917 - Pe râul Achebi, între Anhialos și Messembria, țarul bulgar Simion, aliat cu pecenegii, înfrânge armata bizantină.
- Hazarii luptă cu o alianță formată din pecenegii oguzi bizantini, Besseni, și bulgarii kara.
- 927 - Nikolaos Mysticus îl avertizează pe țarul Simion în legătură cu o alianță formată alani, pecenegi și „sciți”.
- 934 - Pecenegii sunt aliați cu ungurii la invadarea Traciei bizantine.
- 944 - Pecenegii participă la campania lui Igor. Pecenegii apar în Dobrogea.
- 948 - Triburile pecenege (potrivit împăratului Constantin Porfirogenetul): Cioban/Çoban (în bazinul Donului), Tolmaci/Tolmaç (la vărsarea Donului), Külbei/Külbey (pe malul Donețului), Cior/Çor (pe malul stâng al Niprului), Karabai/Karabay (între Nipru și Bug), Ertim (Nistru), Yula (Prut), Kapan (pe cursul inferior al Dunării). Ertim, Cior și Yula sunt numite comunități „kangar” („curajoși”).
- 964 - Pecenegii amenință Hazaria
- 965 – Cneazul vareg Sviatoslav a ajuns probabil la o înțelegere cu privire la tranzitarea ținuturilor pecenege. Sviatoslav cucerește fortăreața Șarkel (turcic „Cetatea albă”)
- 968 - Sviatoslav debarcă în Delta Dunării în fruntea unei oștiri de 60.000 de ruși și nomazi. Se confruntă cu 30.000 de bulgari, pe care-i urmărește până la Dârstor (Durostorum, Silistra). Sviatoslav ocupă cetățile bulgare dintre Nistru și Nipru.
- 969 - Pecenegii conduși de hanul Kura atacă Kievul, iar Sviatoslav se retrage. În același an, Sviatoslav respinge pecenegii și reatacă Bulgaria. Sviatoslav cucerește Preslav capitala bulgarilor, și Dârstor, Preslaveț (Prislav, azi Nufăru lângă Dunăre) și Pliska. Sviatoslav se stabilește în Dârstor.
- 970 - Ruși, normanzi, bulgari, pecenegi și mercenari unguri, sub comanda lui Sviatoslav, atacă Tracia. Sviatoslav este învins și după un armistițiu se retrage în Dârstor.

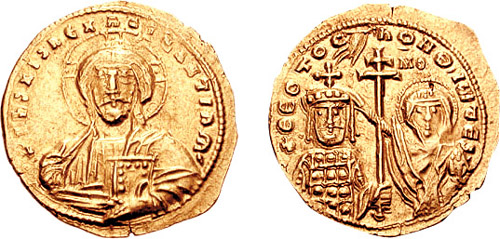
Nomisma emisă sub împăratul Ioan I Tzimiskes, la atelierul monetar din Constantinopol; avers: +IhS XIS REX REGNANTInm', Hristos, bust din față cu nimb, binecuvântează cu mâna dreaptă; cu mâna stângă prezintă Sfânta Evanghelie; revers: +QEOTOC hOHQ' IW dES, în jumătatea din stânga, bust din față a împăratului, încoronat și cu loros, ține cu mâna stânga o cruce patriarhală, în dreapta, Fecioara Maria. Mâna lui Dumnezeu binecuvintează creștetul împăratului Ioan.

- 971 - Împăratul Ioan I Tzimiskes (969-979) trece prin trecătorile neapărate ale Balcanilor. Fortărețele bulgare capitulează fără luptă. În Dârstor, după o lună de asediu, Sviatoslav capitulează și renunță la revendicările din Bulgaria și Crimeea. Sviatoslav este învinuit de atrocități (sacrificii umane).
- 972 – Pecenegii sub conducerea lui Kurca îl atacă pe Sviatoslav și îl omoară într-o ambuscadă pe Nipru (potrivit Cronicii Primare Ruse sau cronica lui Nestor). Din calota craniană a cneazului Sviatoslav, pecenegii își fac cupă pentru băut. Pecenegii mai au lupte minore cu bizantinii, rușii și hazarii.
- circa 990 - Pecenegii cuceresc așezările fortificate de la Echimăuți, Alcedar și Calfa, de lângă Nistru, locuite de români și slavi[5][6]
- 993 - Mărturii despre un atac peceneg la Pereiaslavl (azi Nufăru). Orașul se numește astfel („Victorie”) în amintire înfrângerii pecenegilor. Bizantinii l-au numit Teodoropol (în onoarea sfântului Teodor Stratilat)[7]
- 996 - Pecenegii atacă Vasiliv.
- 997 - Pecenegii asediază Aspron (Cetatea Albă).
- 1019 – Iaroslav, ducele de Kiev îi înfrânge pe pecenegi și valahi (numiți Blakumen in Cronica lui Ejmund) aliați cu Sviatopolk, în bătălia de pe râul Alta, forțele Kievului numărând 40000 de oșteni din Kiev și 1.000 de mercenari vikingi.
- 1015-1020 - Hartvik consemnează, în Legenda Sancti Stephani, atacul peceneg de la Alba Iulia.
- 1021 - 60 de familii de pecenegi au trecut de la sud la nord de Carpați așezându-se apoi în Panonia în urma unor certuri[8]
- 1026 - Împăratul Constantin Diogenes repinge un atac peceneg
- 1027 - Pecenegii atacă Imperiul Bizantin prin „vadul cumanilor” (Vidin-Calafat)
- În 1036 au loc trei invazii pecenege în Imperiul Bizantin. Sunt confirmate arheologic distrugerile de la Tulcea, Garvăn (Dinogetia), Turcoaia (Troesmis) (cetatea de est), Capidava, Tzar Asen.
- 1036 - Pecenegii asediază Kievul. (Între 915 și 1036 au existat 16 războaie între pecenegi și Kiev).
- 1037 - Iaroslav respinge o armată pecenegă și construiește catedrala Sf. Sofia pentru a comemora evenimentul.
- 1041 - Pecenegii si Sviatopolk atacă Ungaria (in vremea regelui Petru Orseolo) și ocupă toată Transilvania.
- 1045 - 20.000 de pecenegi se stabilesc în Imperiul Bizantin, în sudul Dobrogei și în nordul Bulgariei de astăzi. Pecenegii, conduși de Kegenes, au fost primiți de împăratul Constantin al IX-lea Monomahul, deoarece se aflau în conflict tribul rival condus de Tyrach. Kegenes fu botezat și a primit titlul de patrikios.
- 1046 sau 1047 - Constantin al IX-lea Monomahul ordonă flotei să împiedice trecerea Dunării de către triburile pecenege conduse de Tyrach. Au fost trimise de la Constantinopol 100 de trireme. Cronicarul Skylitzes menționează că Tyrach a trecut Dunărea ușor, deoarece “lipsea orice fel de pază”. Flota bizantină utilizând focul grecesc cronica lui Skylitzes

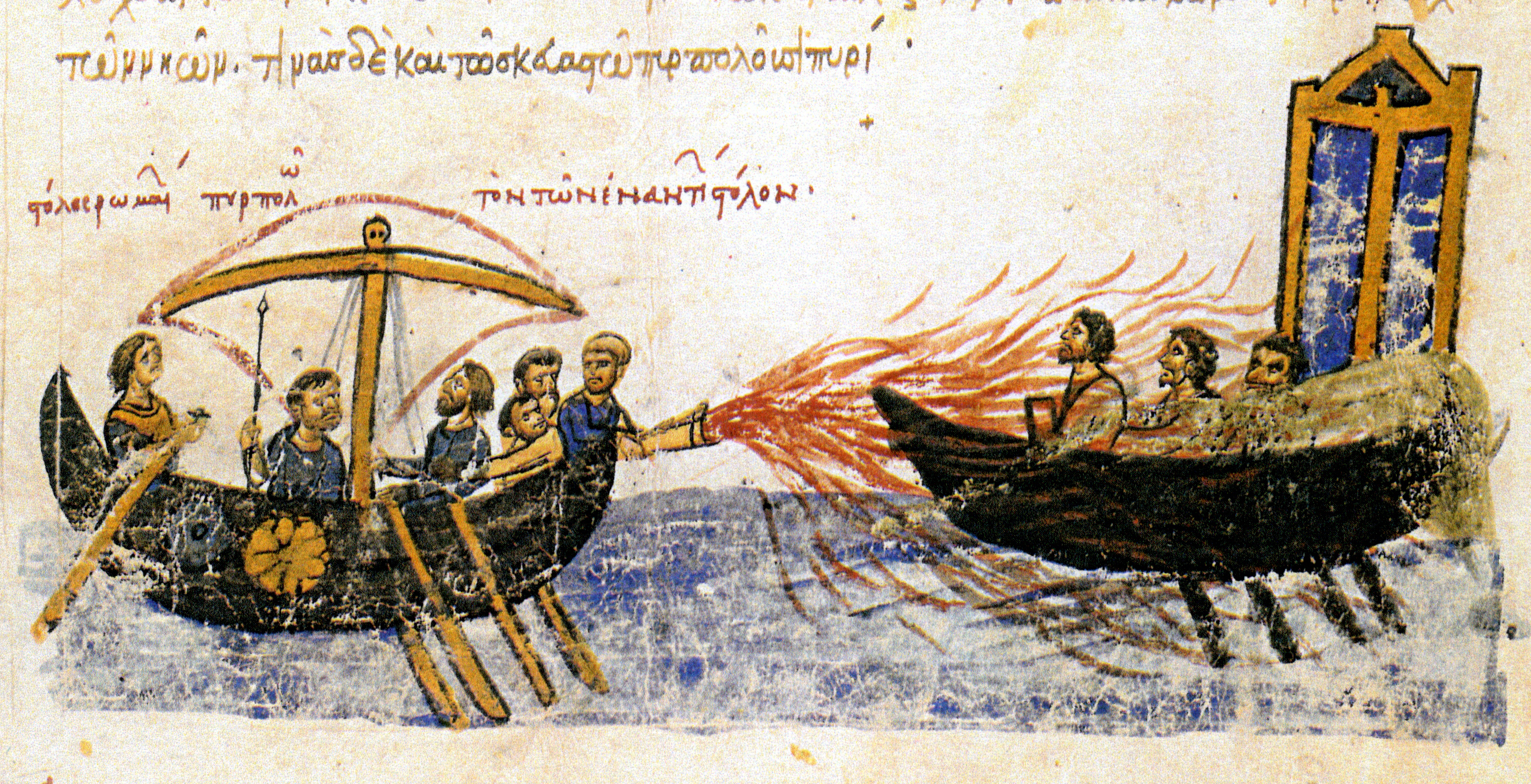
Flota bizantină utilizând focul grecesc cronica lui Skylitzes

- 1050 – Potrivit lui Biruni din Horezm, limba alanilor ar fi un amestec de horezmiană și turcă pecenegă.
- 1050 - Invazie pecenegă în Imperiul Bizantin
- 1059 - Raid maghiaro-peceneg respins de Isaac I
- 1064 - Pecenegii ajung la porțile Constantinopolului.
- 1064 – Pecenegii sunt atacați de cumani.
- 1065 - 600.000 de oguzi (uzi) trec Dunărea și devastează Balcanii până la Salonic. Împăratul Constantin al X-lea Dukas, apoi pecenegii și bulgarii, îi anihilează. Rămășitele acestora sunt fie distruse, fie asimilate de cumani.
- 1068 - Pecenegii și românii [9][10] străpung fortificațiile de la Poarta Meseșului sub conducerea lui Osul, iar contraofensiva este câștigată de unguri în Bătălia de la Chiraleș, într-un punct aflat probabil între fruntariile voievodatului româno-slav ce fusese condus de Gelou, în apropiere de fortificația de la Șirioara pe valea Bistriței – care este distrusă cu acea ocazie.
- Pecenegii sunt mentionați alături de vlahi și ruteni in 1070, ca aliați ai prințului Viaceslav de Poloțk în bătălia împotriva viitorului rege polonez Boleslaw II Smialy (1076-1079).
- După dezastrul de la Manzikert din 1071, bizantinii recrutează numeroși mercenari pecenegi, formând un regiment numit „Skythikon”.
- Pecenegii aflați în slujba lui Romanus V Diogenes (1067-1071) dezertează și îl susțin pe sultanul turcilor selgiucizi Alp Arslan.
- 1073 - Stratioții și locuitorii orașelor s-au revoltat contra politicii fiscale a împăratului Mihail al VII-lea, aliindu-se cu pecenegii stabiliți în imperiu în 1045. Împreună cu pecenegii, au întreprins atacuri contra capitalei.
- 1078 - Rebelii se supun autorității imperiale a lui Nichifor al III-lea Botaniates.
- 1085 - Sub conducerea lui Kutesk, liderul militar al pecenegilor din Moldova are loc un raid la care participă moldovenii și rutenii. Raidul se termină cu bătălia de la Oradea Mică, din NE Ungariei unde invadatorii sunt infrânți.
- 1087 - Sub conducerea lui Tzelgu, a carui etinicitate nu este certa, considerat insa cel mai probabil peceneg sau cuman, are loc un raid în Imperiul Bizantin, la care participă si cumani si unguri (Ana Comnena ii numeste pe cei aflati sub comanda lui Tzelgu "armata scitilor", Anna Comnena VII 1.1–2 (pp. 203–204) citata in "The Pechenegs: Nomads in the Political and Cultural Landscape of Medieval Europe Series: East Central and Eastern Europe in the Middle Ages, 450-1450, Volume: 74", Autor: Aleksander Paroń ISBN: 978-90-04-44109-5, 2021) și care se termină cu bătălia de la Cule în care invadatorii sunt înfrânți.
- 1087 - O alianță de pecenegi, cumani, valahi și bulgari înfrânge la Silistra armata bizantină a lui Alexios I Comnenul. Flota bizantină cu misiunea de a tăia retragerea pecenegilor era comandată de Gheorghios Euphorbenos.
- 29.IV.1091 – În lupta de la Lebunion, armata bizantină, cu ajutor cuman, învinge coaliția pecenegă. Cumanii împing pecenegii de la nord de Dunăre și le ocupă teritoriile din Crimeea. Armata bizantină învinge coaliția bulgară Ioannis Skylitzis manuscris iluminat

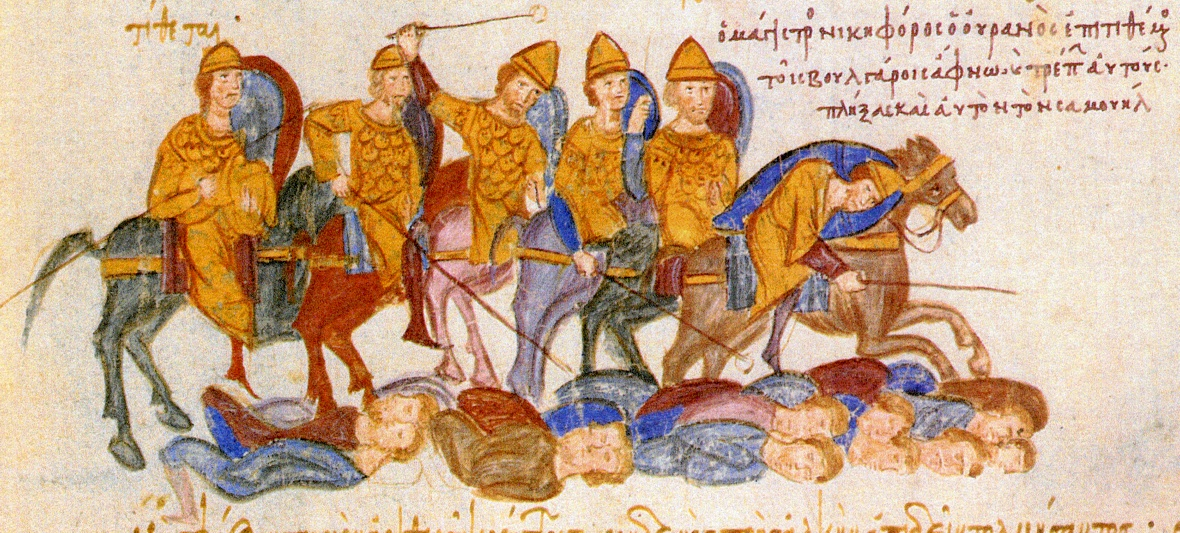
Armata bizantină învinge coaliția bulgară Ioannis Skylitzis manuscris iluminat

- 1094 - Este consemnată prezența vlahilor călăuzind prin munți armata pecenegă.
- 1096 - Garnizoana pecenegă se luptă la Belgrad cu cruciații.
- 1097 - În timpul cruciadei sunt menționate lupte între pecenegi, care alcătuiau miliția bizantină, și cruciați.
- 1114? – Principele ungur Tokșun desemnează doi hani pecenegi în funcțiile de conducători ai Pestei.
- 1116 - Secuii, împreună cu pecenegii, sunt menționați în avangarda oștirii maghiare în bătălia de la Olsava, dusă de regele Ștefan al II-lea al Ungariei (1116-1131).
- 1117-1118 - După dintre cumani și ruși, tribul peceneg de pe Don, „Bielovejți”, emigrează. Cumanii hanului Otrok se retrag în stepele situate la nord de Caucaz. Hanul cuman Syrchan rămâne în stepele Donului. Kipchakși sub îndrumarea hanului Otrok în drumul lor spre nordul Caucazului distrug Sarkel.Locuitorii lui cu Besenii și turcii Oguzi migrează spre principatele rusești.-->
- 1121 – Bizantinii înving oastea triburilor turcice berindeii, uzii (oguzii) și pecenegii. Pecenegii se retrag în Rusia.
- 1122 – Bătălia de la Eski Zagra. Pecenegii sunt înfrânți definitiv de bizantini în Bulgaria. În bătălie, garda varegă (varangiană, vikingă) și mercenarii conduși de Ioan al II-lea Comnenul străpung cercul defensiv format din căruțe și masacrează oștirea pecenegă. Garda VARANGIANĂ bizantină

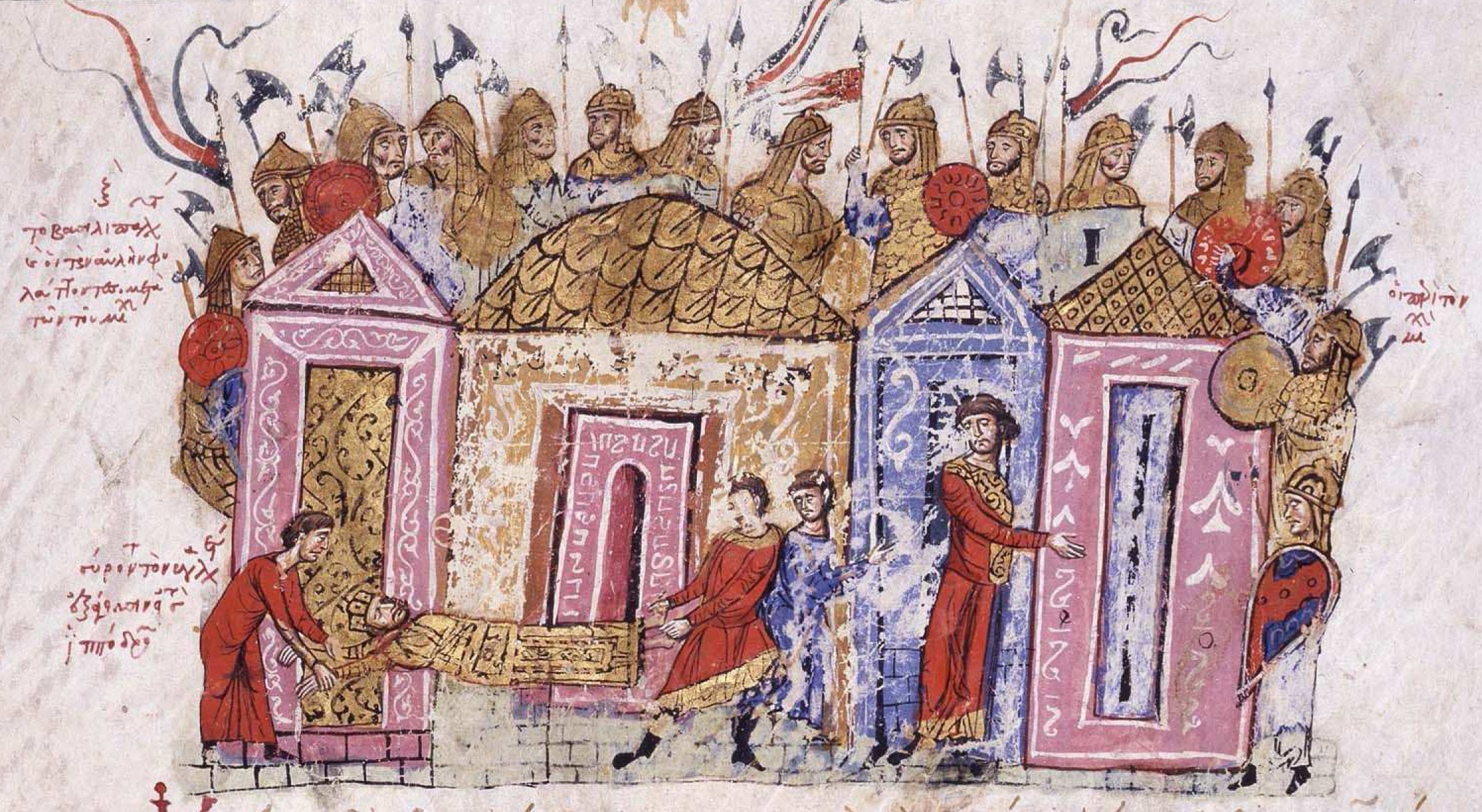
Garda VARANGIANĂ bizantină

- 1139 - Mercenari pecenegi mai sunt menționați în serviciul bizantin.
- 1146 - secuii, alături pecenegi, sunt menționați în oastea regelui Géza al II-lea al Ungariei (1141-1162) în luptele de pe Leitha împotriva margrafului Heinrich al II-lea de Austria.
- 1171 - Cumanii preiau de la pecenegi controlul Moldovei.
- 1210-1213 – Pecenegii, alături de secui, români și sași, sunt menționați în oastea condusă de comitele Joachim al Sibiului, trimisă între anii 1210-1213 de regele Andrei al II-lea al Ungariei în sprijinul aliatului său, țarul asenid Borilă al Bulgariei (1207-1218).
- 1224 - Andrei al II-lea, confirmă, prin bulă de aur (Andreanum),  privilegiile acordate coloniștilor sași și atestă totodată existența vlahilor și a pecenegilor prin noțiunea geografică „silva blacorum et bissenorum”.
- 1260 - Regele Boemiei Ottokar al II-lea cel Mare menționează că oastea înfrântă a regelui Ungariei era formată, alături de cumani, unguri și slavi, din pecenegi, români și secui.

## Teritoriile pecenegilor

### Constantin al VII-lea Porfirogenetul
1. Potrivit scrierilor lui Constantin Porfirogenetul, în jurul anului 950, teritoriile pecenege se întindeau de la Siret („DAI”, cap. 37-38) sau chiar de dincolo de Carpații orientali pe o distanță de parcurs de patru zile de „Tourkias” (Ungaria).

Teritoriul supranumit „Patzinakia” era împărțit în opt provincii, fiecare conusă de câte un principe (han): Iavdiertim (la Nistru), Kuartsitsur, (Kabukșîn)gila (la Prut), Sirukalpeis (la Doneț), Borotalmat (la Don), Charavon (la Nipru și Bug), Giazichopon (la Dunăre), Vulatsopon (la Don). Numele propriu-zis al tribului (a doua parte) este contopit cu numele unui șef: Iavdi, Kuartsi, Siru, Boro, Chara, Giazi, Vula.
În adaptare turcească: Ertim (Ertem „virtute”); Çor; Yula; Külbey; Karabay; Tolmaç/Dilmaç („tălmaci”; Tilmats conf. cronicarului evreu Iosef ben Gorion din sec. X); Kapan („capcană”; dar kaban „haină scurtă”); Çoban/Çaban („cioban”).
Potrivit împăratului Constantin al VII-lea, principii pecenegi au fost (în epoca izgonirii): în Ertim, Baiçamid (citește /bai-cea-mid/), apoi Yavdı (citește /iav-dî/); în Çor: Küghel, apoi Küerçi/Kürekçi („vâslaș”); în Yula: Korkut-han, apoi Kabukșın (citește /kabukșîn/; „scoarță de copac”); în Külbei: Ipa, apoi Suru („sur, cenușiu”); în Karabay: Karduhim; Kara („negru”); în Tolmaç: Kortan, apoi Boru; în Kapan: Yazı (citește /ia-zî/; potrivit unei ipoteze, probabil din etnonimul alanilor: as sau ias; în turca modernă, „scriptură”); în Çoban: Bata-han, apoi Bula. Cronica lui Constantin mai spune: „Cele opt provincii sunt divizate în patruzeci de districte, conduse de conducători mici ca importanță”.
Patru clanuri ale pecenegilor erau situate, potrivit cronicii, de-a lungul Niprului spre est și spre nord cu fața la Uzia, Hazaria, Alania, Cherson și alte regiuni. Celelalte patru clanuri erau situate pe malul drept al Niprului, spre vest și nord, învecinându-se cu Bulgaria, „Turcia” (Ungaria) și teritoriile tributare, locuite de slavii răsăriteni.
„Patzinakia” se afla la cinci zile distanță de Uzia și Hazaria, șase zile de Alania, zece zile de Mordovia, o zi de Rusia, patru zile de „Turcia” (Ungaria), o jumătate de zi distanță de Bulgaria, aproape de Cherson...
În dreapta Nistrului, partea dinspre Bulgaria, la trecerea râului sunt orașe pustiite, primul oraș este numit de pecenegi Aspron (Cetatea Albă) din cauza albului său strălucitor, al doilea Toungatai, al treilea Kraknakataial, patrulea Salmakatai, al cincilea Sakakatai, al șaselea Giaioukata. Printre clădirile acestor orașe pot fi găsite ruine de biserici și cruci tăiate din piatră poroasă, în timp ce unele păstrează urmele așezărilor romane.
Constantin Porfirogenetul menționează că pecenegii din trei „provincii” (trei triburi) erau supranumiți Kangar, fiind mai viteji și de obârșie mai aleasă decât ceilalți. Denumirea fusese atestată anterior, nu constituie o apariție singulară, fiind atestată la finele secolului al V-lea de cronicarul armean Lazar Parpeci și de două martirologii siriene din secolul al VI-lea.
Localizarea revoltei din 1178 a pecenegilor Tatos, Seslav și Satza (Sacea): cel mai probabil în sudul Dobrogei și în Teleorman. Legat de istoria celor trei șefi pecenegi a existat o teorie, oficializată pentru o perioadă, teoria „primelor formațiuni statale românești”, elaborată de Nicolae Iorga și N. Bănescu, dar dovedită ca lipsită de fundament.
Ibn Khordadbeh menționează în al său ''Kitab al-masâlik wa'l-mamâlik''⁠(en)[traduceți] („Cartea drumurilor și regatelor”, cca. 870), referitor la teritoriile pecenegilor: „la est de unguri se află pecenegii și ținuturi nelocuite care se întind între țara pecenegilor și cea a bulgarilor care se numără printre slavi”.

## „Patzinakia” independentă
După revolta din 1178, pacea încheiată de Alexios I în 1087 cu pecenegii a recunoscut noua situație creată la Dunărea de Jos de statul peceneg. Această formațiune statală a ajuns în jurul anului 1087 sub dominația pecenegului Tzelgu (Celgu? sau Salgo) și s-a aliat cu regele ungur detronat Solomon (Salamon), apărând astfel o coaliție antibizantină destul de puternică. În unele documente, hanul Kutesk este menționat ca fiind căpetenia pecenegilor din Moldova în secolul al XI-lea, deși unii istorici îl consideră ca fiind cuman.

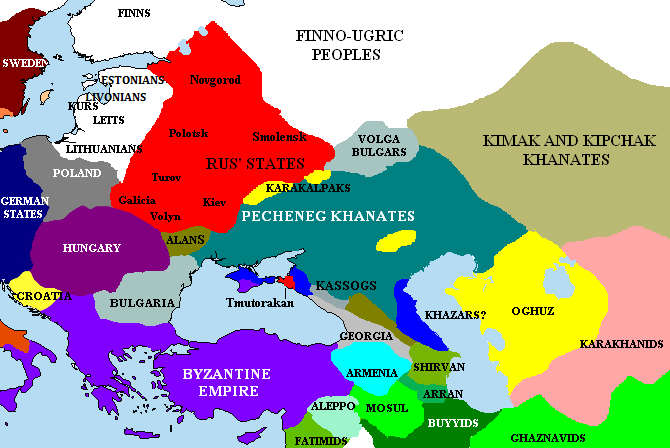
Teritoriul aproximativ ocupat de pecenegi (cca. 1015 AD).

.

## Mărturii arheologice
Unii atribuie pecenegilor, dar există controverse în acest sens, anumite inscripții pseudorunice în alfabetul Orhon scrijelite în piatră, recuperate în arealul meridional al Europei de Est, precum și tezaurul de la Sânnicolaul Mare descoperit în 1799 și păstrat la „Kunsthistorisches Museum” (Muzeul de Istorie a Artei din Viena). (În general, tezaurul este pus pe seama avarilor sau a protobulgarilor).
În așezările fortificate și în mediul rural din Dobrogea au fost găsite pandantive foliforme tipice pentru pecenegi, precum și alte obiecte specifice lor. Pandantivele sunt executate în formă de frunză, din bronz, prin ajurare.

## Limba pecenegilor
- Mahmud al-Kaghari din secolul al XI-lea, cunoscător al dialectelor turanice, susținea înrudirea cu limba kârgâzilor, kîpceacilor (cumanilor) și oguzilor.
- Anna Comnena (circa 1120) susținea că limba vorbită de pecenegi (denumiți de ea „sciți") era identică cu limbă vorbită de cumani.

## Impactul asupra spațiului românesc
Integrarea pecenegilor în armatele feudale a condus la abandonarea modului de viață nomad. Ei sunt cunoscuți în izvoarele istorice cu numele de bisseni, care este latinizarea numelui dat de maghiari pecenegilor (besenyő). Singura regiune din Transilvania unde există o concentrare masivă de toponime de origine pecenegă se află în sud-est, în județele Brașov și Covasna. Cel mai important dintre aceste toponime este chiar Brașov. Deși sufixul este slav (ceea ce a condus o vreme la presupunerea că denumirea ar fi slavă), s-a putut demonstra că Brasso, devenit apoi Brașov, provine din termenul turcic Barasu, care înseamnă „apă albă”. Alte toponime și hidronime din sud-estul Transilvaniei de origine turcică sunt Arpaș, Avrig, Baraolt, Bățani, Biborțeni, Bögöz (în română: Mugeni), Borcea, Racoș. De asemenea, satul Firtușu din Harghita a fost denumit până în secolul al XV-lea Besenyo-falva sau Bezzenijofalwa, adică „satul pecenegilor”. Un sat Beșeneu al cărui nume actual este Pădureni se află și în județul Covasna, iar un altul, Beșenova, în Timiș, numit actualmente Dudeștii-Vechi. Au rămas în centrul și sud-estul României unele denumiri geografice legate de pecenegi: satele Beșimbac (azi Olteț, din județul Brașov), Peceneaga (jud. Tulcea), Pecineaga (jud. Constanța), pădurea Peceneaga (jud. Brăila) și muntele Picineagul (jud. Argeș). Este posibil ca unele dintre aceste toponime să fie de fapt de origine cumană. Totuși, preluarea unora dintre ele de către sași arată că ele existau deja în secolul al XII-lea, înainte de stabilirea cumanilor în regiune. Pe de altă parte, toponimele getmane de tip Heidendorf (Viișoara, Bistrița-Năsăud), care înseamnă „satul păgânilor”, se referă la pecenegii care erau încă păgâni în vremea colonizării săsești. Nicolae Drăganu considera că așezarea pecenegilor în Transilvania s-a petrecut mai înainte de instalarea lor în Ungaria de dincolo de Dunăre, deși documentele îi menționează mai târziu. Nu este însă obligatoriu ca primele colonii pecenege să se fi instalat la distanța cea mai mică de țara pecenegilor. Dimpotrivă, rațiunile militare impuneau ca acești ostași pecenegi să nu fie vecini cu frații lor, care erau inamici potențiali.

## Organizarea
Pecenegii au fost printre primii nomazi asiatici care au utilizat în luptă carele. Călăreții pecenegi foloseau arcul compozit scurt, securi de luptă, arcanul, lănci ușoare și purtau îmbrăcăminte de zale și armuri compuse din plăcuțe de metal.